# Raphaël Glucksmann
Raphaël Glucksmann (Boulogne-Billancourt, 15 de octubre de 1979) es un ensayista y político francés, eurodiputado desde 2019. 

## Biografía
Nació el 15 de octubre de 1979 en Boulogne-Billancourt, un suburbio de París. Es hijo del ensayista André Glucksmann y de Françoise Villette. Se diplomó en el Instituto de Estudios Políticos de París.

### Carrera profesional
Tras una estancia formativa en el periódico argelino Le Soir d'Algérie, codirigió en 2004, junto a David Hazan y Pierre Mezerette, el documental ¡Matadlos a todos! sobre el genocidio de tutsis en Ruanda. El mismo año codirigió con David Hazan otro documental sobre la Revolución naranja ucraniana, Orange 2004.
En París colaboró en la revista Le Meilleur des mondes y, en 2008, escribió con su padre Mai 68 expliqué à Nicolas Sarkozy. 
En 2008 se estableció en Georgia, incitado entre otros por el amigo de su padre Bernard Henry-Lévi. Allí actuó como consejero del presidente Mijeíl Saakashvili,militando por la adhesión del país a la Unión Europea y a la OTANGlucksmann entrevistó a Saakashvili para un libro publicado en 2008 titulado Estoy hablando de libertad.  
En 2012 se casó con la ministra de Interior georgiana, Eka Zguladze, y la pareja dejó Georgia para instalarse en Ucrania.Allí Glucksmann estuvo implicado en la revuelta del Euromaidan de 2014 y asesoró al exboxeador Vitali Klitschko, que se hizo con la alcaldía de Kiev,mientras Zguladze era nombrada ministra en el nuevo gobierno pro-occidental.
Desde 2013 hasta 2016, fue cogerente de la empresa Noé Conseil especializada en comunicación, redacción de artículos, promoción de personas o países, cabildeo y asesoría de instituciones.[cita requerida]
En septiembre de 2017, Raphaël Glucksmann se convirtió en columnista de asuntos políticos en la emisión dominical de Ali Baddou en la radio pública France Inter.
Desde diciembre de 2017 hasta agosto de 2018, fue director de redacción de Nouveau Magazine littéraire.  Dejó su trabajo por disputas relativas al tratamiento del nuevo Presidente de la República.
A principios de octubre de 2018, publicó Les Enfants du vide, un ensayo en el que denunciaba el fracaso de las políticas liberales que, según dijo, llevaría a una crisis democrática, a una catástrofe ecológica, a una ruptura de los vínculos sociales y al desarrollo excesivo del individualismo.

### Trayectoria política
En su juventud fue miembro del grupo de reflexión neoconservador del Círculo de Oratoria. Fue uno de los cofundadores de la asociación Études sans frontières (ESF), siendo responsable de las misiones relativas a Ruanda y Chechenia.
Fue candidato a las elecciones legislativas de 2007 por Alternative Liberale, un partido fundado por Édouard Fillias en contra de las huelgas iniciadas por la reforma de pensiones de François Fillon. Raphael Glucksmann justifica su compromiso con esta línea porque "siempre le ha seducido por la filosofía liberal".
En 2008, habría sido el "admirador" 22 de Nicolas Sarkozy, según el periodista Pierre Rimbert. Sin embargo, en 2015, declaró que el apoyo brindado por su padre a Nicolas Sarkozy había sido un error.
En 2015, fue presentado por M, le magazine du Monde como originalmente un "ateo en política" que había evolucionado cada vez más hacia la izquierda a medida que Nicolas Sarkozy se alejaba de la "aceptabilidad republicana".
Votó por el socialista Benoît Hamon en la primera ronda de las elecciones presidenciales de 2017, después de haber participado en la redacción de su discurso para la reunión de Bercy. En la segunda vuelta, apoyó a Emmanuel Macron, aunque lamentaba su "filosofía individualista". No obstante luego se declaró "orgulloso" de su elección.
A fines de octubre de 2018, participó en la fundación de Place Publique, un movimiento político "ciudadano, ecologista y solidario", con Claire Nouvian, Thomas Porcher y otras personalidades del mundo asociativo y político. El movimiento se organiza en torno a lo que denomina "cuatro emergencias": emergencia ecológica, emergencia social, emergencia democrática y emergencia europea. Abandonó France Inter a principios de diciembre de 2018 para dedicarse a este partido político. El 20 de enero de 2019, organizó la primera reunión del partido, a la que asistieron cerca de mil personas. Después de meses de negociaciones, se anunció en marzo de 2019 que estaría al frente de una lista que combinaba Place Publique y el Partido Socialista en vista de las elecciones europeas en Francia.Esta decisión llevó a Porcher y a Nouvian a dejar Place Publique.La lista conjunta quedó en sexta posición en las elecciones, con el 6,2 % de los votos y seis escaños, logrando Glucksmann así su primer mandato político como parlamentario europeo.
En mayo de 2022 fue elegido para presidir la Comisión especial sobre la injerencia extranjera del Parlamento Europeo.
En septiembre de 2023 anunció su candidatura a las elecciones europeas de 2024.El Partido Socialista lo declaró oficialmente cabeza de lista en febrero de 2024.

## Opiniones políticas
Apoyó la invasión estadounidense de Irak, declarando el 14 de abril de 2003, junto a Pascal Bruckner y Romain Goupil su "alegría por ver al pueblo iraquí en júbilo celebrando su liberación" y lamentando que en Francia "la oposición a la guerra [haya] degenerado en una oposición sistemática a Washington".
Ha mantenido una oposición a ultranza a Rusia, tanto en su tiempo en Georgia (2008-2012) como en Ucrania (2012-2014) y en la actualidad, durante la guerra de Ucrania, la cual opina debe continuar hasta llegar a "la derrota total de Rusia".Ha reclamado el cese de la importación de gas y petróleo rusos en Europa así como el envío de más armas a Ucrania.Criticó a la política socialista Ségolène Royal cuando esta puso en duda las acusaciones de crímenes de guerra lanzadas por Ucrania y Occidente contra Rusia.
También se ha mostrado hostil a China, denunciando lo que denomina "genocidio de los uigures"  y llamando al boicot de empresas francesas como Decathlon que hacen negocio en China. En noviembre de 2021, condujo a una delegación de europarlamentarios a Taiwán para "enviar una señal" al gobierno chino.
Llamó pogromo al ataque de Hamás contra Israel del 7 de octubre de 2023. Posteriormente, en marzo de 2024, Glucksmann se negó a calificar de genocidio a las acciones del gobierno israelí durante la guerra de Gaza, prefiriendo el término de "carnicería", que no tiene implicaciones penales.Se opuso a la extensión de las colonias israelíes en Cisjordania  pero votó en contra de resoluciones del Parlamento Europeo que condenaban los crímenes de guerra israelíes y pedían la liberación de los prisioneros palestinos.

## Vida personal
Estuvo casado con la política georgiana y ucraniana Eka Zgouladze, viceministra y posteriormente ministra del Interior de Georgia bajo la presidencia de Mijeíl Saakashvili. Posteriormente mantuvo una relación con la periodista francesa Léa Salamé. La pareja tuvo un hijo el 12 de marzo de 2017.

## Publicaciones
- - Je vous parle de liberté, avec Mikheïl Saakachvili, Paris, Hachette Livre, 2008, (ISBN 978-2012376489).
  - Mai 68 expliqué à Nicolas Sarkozy, avec André Glucksmann, 2008, (ISBN 978-2207260074).
  - Génération gueule de bois, Manuel de lutte contre les réacs, Allary Éditions, 2015 (ISBN 978-2370730404).
  - Notre France. Dire et aimer ce que nous sommes, Allary Éditions, 2016.
  - Les Enfants du vide. De l'impasse individualiste au réveil citoyen, Allary Éditions, 2018 (ISBN 978-2370731623).